# リトアニア大公国

リトアニア大公国
Lietuvos Didžioji Kunigaikštystė (リトアニア語)
Вялікае Княства Літоўскае
 (ベラルーシ語)

1387年頃の領土

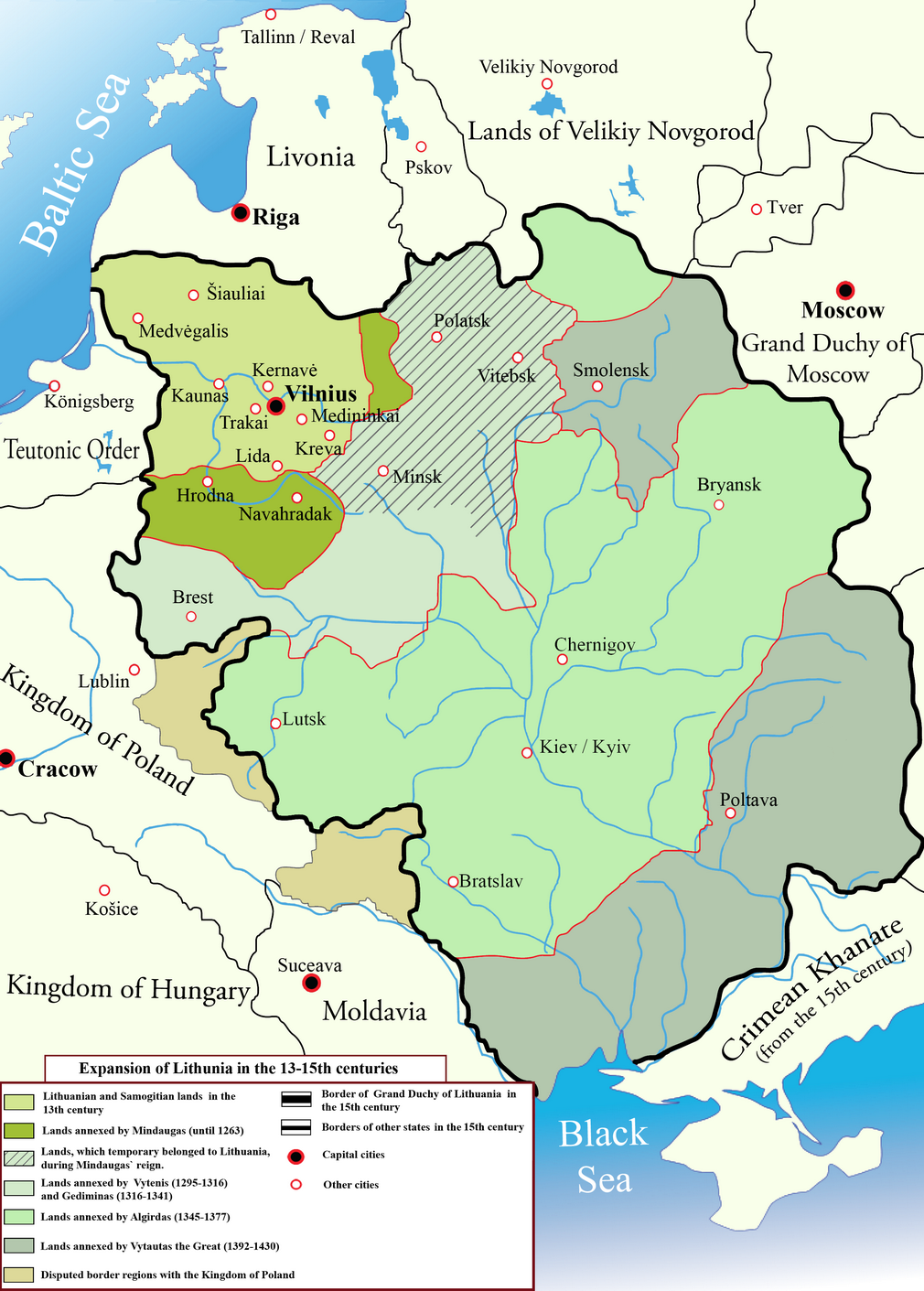
13〜15世紀におけるリトアニア大公国の領域
領域をバルト海沿岸から南東（黒海方面）に拡大していった。
実際は1349年までその領土の大半はルーシ人国家であるヴォルィーニ公国やハールィチ公国と領土争いをしていた地域で、その後はリトアニア大公国がヴォルィーニ公国の地域（のちのポーランド・リトアニア共和国でブジェシチ県・ミンスク県・ヴィテプスク県などが置かれた地域）を、ポーランド王国がハールィチ公国の地域（のちに「共和国」でルーシ県・ポドレ県・キエフ県などが置かれた地域）を獲得した。

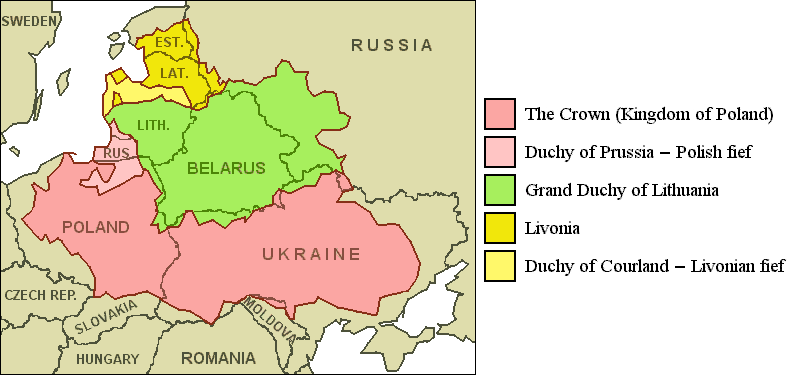
リトアニア大公国（緑）とポーランド王国（赤）の領域（1619年）
ポーランドとの合同により、現在のウクライナにあたる地域がポーランドの領土となっている。

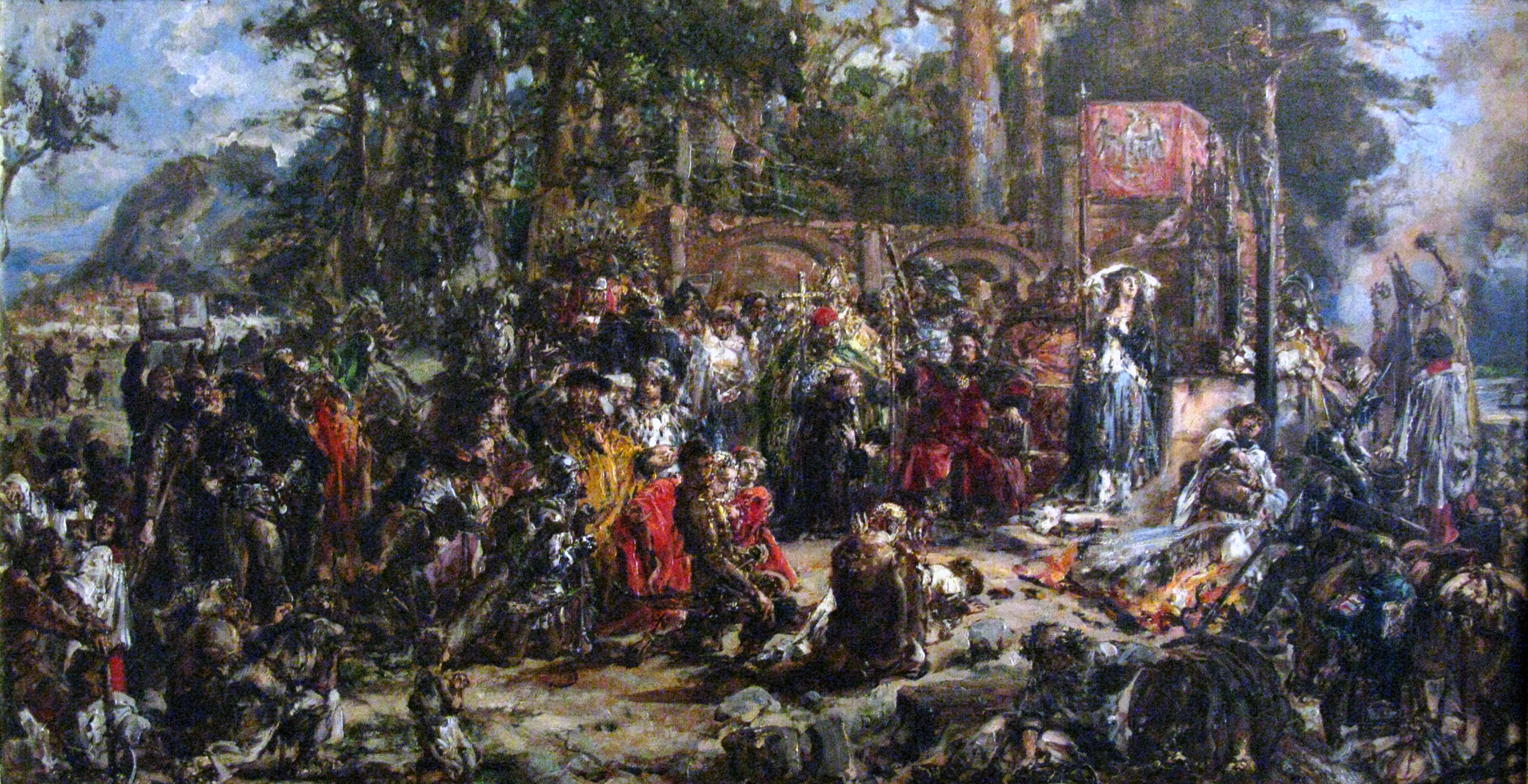
ヤン・マテイコ画
『リトアニア大公国の洗礼』（1387年）

リトアニア大公国（リトアニアたいこうこく、ベラルーシ語: Вялікае Княства Літоўскае、リトアニア語: Lietuvos Didžioji Kunigaikštystė）は、13世紀から1795年のあいだにベラルーシを中心とした地域を支配した国家である。全盛期には、広大な領土を擁するヨーロッパの強国であった。この国家の支配層の民族構成は人口においてはリトアニア人はむしろ少数派で、特にルーシ人と呼ばれる東スラヴ人が多かった。このルーシ人は、のちのベラルーシ人やウクライナ人の先祖に当たり、やがてリトアニア人とあわせてリトアニア人（リトヴィン人）と呼ばれるようになった。
リトアニア人が支配した当初はその領土もいわゆる「原リトアニア」と呼ばれる、現代のリトアニア共和国とほぼ同じ狭い地域に限られており、小さな異教（非キリスト教）国家であったが、複雑な政治的経緯により人口の膨大なルーシ（現在のロシア・スモレンスク地方、ベラルーシ、西部ウクライナ）の正教徒の人々が住む広大な地域（すなわちヴォルィーニ公国やハールィチ公国の地域）も徐々に広く包含するようになると、そういった地方の支配層も取り込むようになったため結果として大公国全体で徐々に正教徒の東スラヴ人が政治的に優勢となった。原リトアニアでも東スラヴの文化を広く受け入れるようになり、大公国の唯一の公用語として教会スラブ語が採用された。1387年にローマ・カトリックを正式に国教としたが、正教徒の信仰も認められた。1430年以後、ポーランド王国と実質的な同君連合（王朝連合）となり（ポーランド・リトアニア合同）、支配階層のポーランド文化への同質化が進んだ。1569年のルブリン合同をもってリトアニア大公国はポーランド王国との連合政体であるポーランド・リトアニア共和国を形成した。

## 歴史

### 建国期
当時のリトアニアはドイツ騎士団による侵攻に悩まされていたが、ミンダウガス（在位：1236年 - 1263年）は諸部族をひとつにまとめ上げてリトアニアを統一した。1236年に初代かつ最後の王として即位した。これは西方キリスト教世界によって権威づけられた王ではなく、東方キリスト教世界のキエフ・ルーシ系の権威を引き継いだ王であった。

### モンゴル襲来
バトゥの西征（1236年、モンゴルのヴォルガ・ブルガール侵攻。1240年、モンゴルのポーランド侵攻。）1245年にヤロスラヴの戦いでハールィチ・ヴォルィーニ大公国がジョチ・ウルスの属国となった。1253年にハールィチ・ヴォルィーニ大公のダヌィーロの息子シュヴァルナスとミンダウガスの娘が結婚して同盟関係を強固にし、黒ルーシとリトアニアの支配を固め、共同してポーランドへ遠征を行なった。1260年にドイツ騎士団に対するドゥルベの戦いでトレニオタ（在位：1263年 - 1264年）が勝利した。
1264年にトレニオタが暗殺されると、ミンダウガスの息子ヴァイシュヴィルガス（1264年 - 1267年）が跡を継ぎ、ドイツ騎士団と友好関係を結んだ。1267年にヴァイシュヴィルガスが修道院生活に戻り、義兄弟のシュヴァルナス（1267年 - 1269年）が跡を継いだ。リトアニアの権力闘争が続く中、シュヴァルナスが死去すると、トライデニス（1269年 - 1282年）が大公の地位に就いた。ハールィチ・ヴォルィーニ大公レーヴの治世にジョチ・ウルスのモンケ・テムルに従属するようになり、リトアニア国境への定期的な侵入が始まった。1279年にトライデニスはアイズクラウクレの戦いに勝利し、マゾフシェ公国との同盟を結んだ。トライデニスが暗殺されて兄弟のダウマンタス（1282年 - 1285年）が大公の座についた。

### ゲディミナス家
ブティゲイディス（1285年 - 1291年）の治世からミンダウガスとは別の家系であるゲディミナス家に権力が移った。ブトヴィーダス（1291年 - 1295年）。ヴィテニス（1295年 - 1316年）。ゲディミナス（1316年 - 1341年）の治世にもドイツ騎士団によるリトアニア侵攻は執拗に続いたが、ゲディミナスはポーランド王国と同盟を結ぶことでこれを撃退し、さらにルーシ（現在のウクライナ・ベラルーシ方面）に進出して領土を拡大した。そして首都ヴィリニュスを建設してユダヤ人やキリスト教徒を保護し、リトアニア大公国の全盛期を築き上げた。このため、ゲディミナスはリトアニアの英雄として讃えられている。一方で、領土がルーシ人の地方を広く含むようになったことで国民の大半をルーシ人が占めるようになった。もともとリトアニア人は人口が少なかったためルーシ人との融合は急速に進んだ。中央の宮廷貴族の大半もルーシ系貴族が占めるようになり、やがてキリスト教徒である彼らルーシ人が政治の中心を担うようになっていった。リトアニアは、ルーシの広大な領土と引き換えに文化や宗教へのルーシからの影響を色濃く受けることとなった。

### ヨガイラ
ゲディミナスの子アルギルダス（1345年 - 1377年）の死後、大公の座をめぐって息子のヨガイラ（1377年 - 1381年、1382年 - 1401年）と叔父のケーストゥティス（1381年 - 1382年）との間で争いが起こる。これにはヨガイラがケーストゥティスを殺害することで勝利し、リトアニア大公として即位することとなった。1386年、ヨガイラはポーランド女王ヤドヴィガと結婚し、リトアニア大公とポーランド王を兼ねてポーランド・リトアニア連合を形成した。これをヤギェウォ朝と言う。しかし、ポーランドとリトアニアを同時に統治する事に失敗し、1401年にケーストゥティスの遺児ヴィータウタスにリトアニア大公の位を譲っている。こうして、リトアニア大公国とポーランド王国との国家連合が成立する。

### グルンヴァルトの戦い
その後、ポーランドとリトアニアは同盟してドイツ騎士団に対抗し、1410年にはグルンヴァルトの戦いでドイツ騎士団を撃破、1413年にはポーランドと協定を結んで連合関係を強化した。

### ポーランド化とモスクワ大公国の台頭
1430年にヴィータウタスが死去すると、リトアニア大公国はポーランド王国と君主を共同で推戴する傾向が強まり、16世紀頃には実質的な同君連合となった。貴族階級はポーランドの貴族階級と区別されずにまとめて「シュラフタ」と呼ばれポーランドとの文化的同質性を強め、彼らの母語までがポーランド化していくにつれて社会の上層と下層における言語教育の乖離がまず起こり、素朴なリトアニア語諸方言や東スラヴ諸語を母語とし続ける農民階級とは文化全体が乖離していく傾向を強めた。また15世紀後半には東のモスクワ大公国の強大化により東部の国境地帯であるクレシ地方（「辺境地帯」の意味）を荒らされ、1503年には国土の3分の1を喪失するなど国力の衰退が顕在化し、ポーランドとの関係強化によって対抗する他なくなった。

### ルブリン合同
16世紀の半ばまでに大公国の支配層の間では既にポーランド王国との文化的違いはほとんど存在せず、二国連合の制度が有名無実化していたが、1558年にリヴォニア戦争が勃発すると、これに対応する資力を集中する必要から1569年のルブリン合同でポーランド王国と制度的合邦を果たし、ポーランド・リトアニア共和国を成立させた。

## 後世への影響
1795年第3次ポーランド分割によりロシア帝国に併合された。